# مغامرة كبيرة بفظاعة (رواية)
مغامرة كبيرة بفظاعة (بالإنجليزية: An Awfully Big Adventure)‏ هي رواية للكاتبة الإنجليزية بيريل بينبريدج، نشرت عام 1989، لأول مرة عن دار نشر داكوورث.